# Вімблдонський турнір 1897
Вімблдонський турнір 1897 — 21-й розіграш Вімблдону. Турнір тривав з 21 червня до 1 липня.

## Дорослі

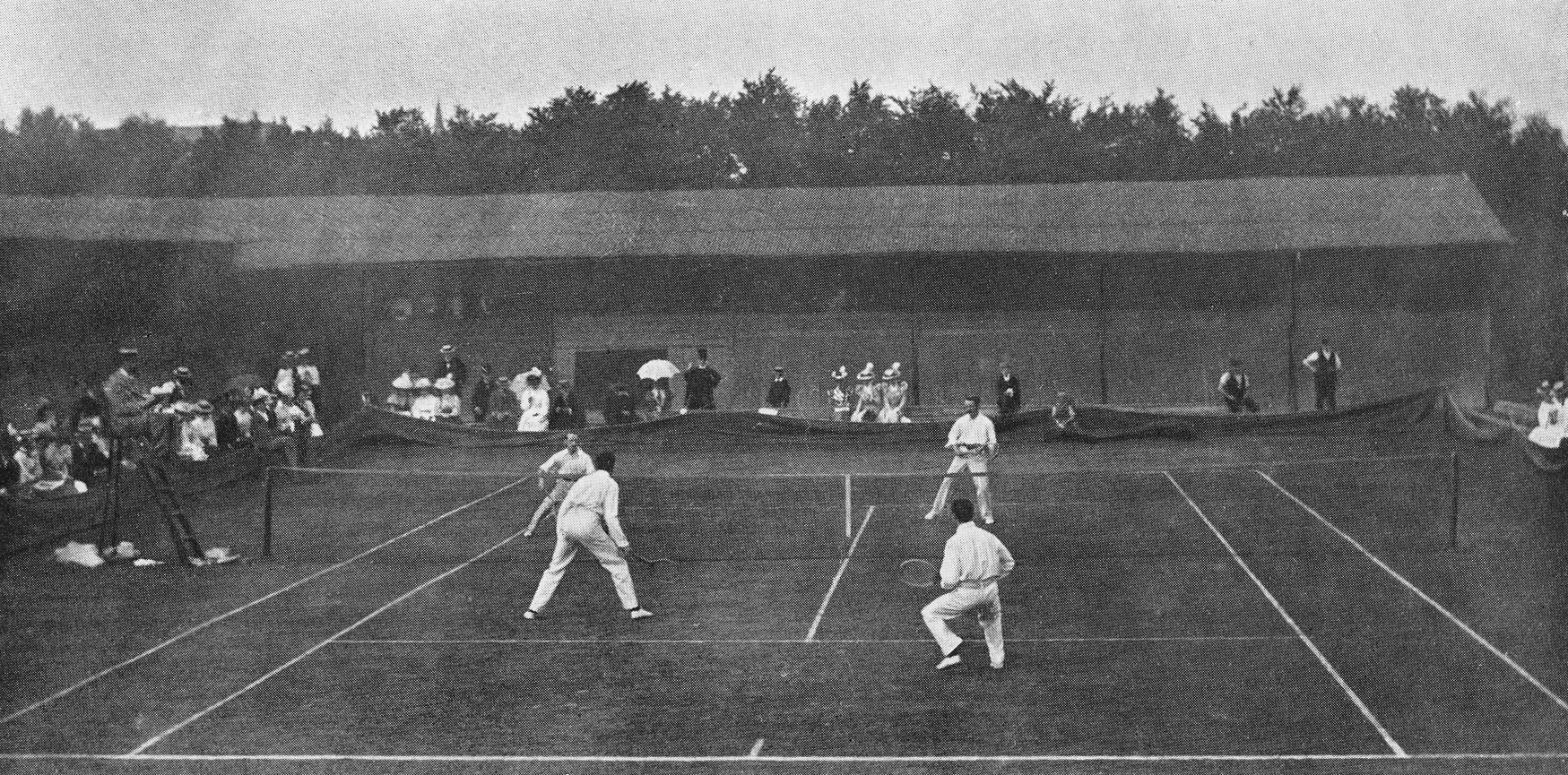
Фінал Вімблдону 1897 у чоловічому парному розряді. На зображенні
ближче - Реджинальд Догерті (зліва) та Лоренс Догерті (справа).
Далі - Герберт Бедделі (зліва) та Вілфред Бедделі (справа).

### Чоловіки, одиночний розряд
Реджинальд Догерті переміг у фіналі  Гарольда Магоні, 6–4, 6–4, 6–3. 

### Жінки, одиночний розряд
Бланш Бінґлі перемогла у фіналі  Шарлотту Купер, 5–7, 7–5, 6–2.

### Чоловіки, парний розряд
Реджинальд Догерті /  Лоренс Догерті перемогли у фіналі пару  Вілфред Бедделі /  Герберт Бедделі, 6–4, 4–6, 8–6, 6–4.